# ماري إليزابيث ماكغراث بليك
ماري إليزابيث ماكغراث بليك (بالإنجليزية: Mary Elizabeth McGrath Blake)‏ (1 سبتمبر 1840 في جمهورية أيرلندا - 26 فبراير 1907)؛ كاتِبة وشاعرة أمريكية.